# Шомпенский язык
Шомпенский язык — предположительно изолированный язык, распространённый на острове Большой Никобар в Бенгальском заливе (союзная территория Индии Андаманские и Никобарские острова).
О данном языке известно мало, отчасти в связи с политикой правительства Индии по защите аборигенов Никобарских островов от внешнего вмешательства. Большинство собранных данных относится к XIX веку, и лишь краткие и обрывочные сведения были собраны в XX и XXI вв.

## Носители
Народность или группа народностей шомпен — охотники и собиратели, живущие в гористой внутренней части Большого Никобарского острова. Население, по самым приблизительным подсчётам (перепись не проводилась), составляет около 400 человек.

## Классификация
Традиционно шомпенский язык включались в состав никобарской группы австроазиатской семьи, однако в основе этой гипотезы лежало лишь территориальное соседство с никобарскими языками. Единственные слова, чьё австроазиатское происхождение не подлежит сомнению — числительные и некоторые названия частей тела, которые могли быть заимствованы, например, koi «голова», наряду с местным fiau.

## Варианты
Количество диалектов шомпенского языка и степень их родства неясны. Списки слов, собранные разными исследователями, иногда совершенно не похожи друг на друга. Например, слово, обозначающее «спина», по разным спискам, звучит как gikau, tamnōi и hokōa; «купаться» — pu(g)oihoɔp и hōhōm.

## Фонология
Имеются семь гласных, /i e ɛ a ɔ o u/, причём все они могут быть назализованными. В шомпенском языке имеется такая категория, как долгота гласных, вероятно, для всех гласных, однако неясно, могут ли быть долгими носовые гласные.
Система согласных — примерно следующая:
|             | Лабиальные | Лабиальные | Альвеолярные | Альвеолярные | Палатальные* | Палатальные* | Велярные | Велярные | Глоттальные | Глоттальные |
| ----------- | ---------- | ---------- | ------------ | ------------ | ------------ | ------------ | -------- | -------- | ----------- | ----------- |
| Носовые     | [m]        | [m]        | [n]          | [n]          | [ɲ]          | [ɲ]          | [ŋ]      | [ŋ]      |             |             |
| Взрывные    | [p]        | [b]        | [t]          | [d]          | [tʃ]?        | [dʒ]?        | [k]      | [ɡ]      | [ʔ]         | [ʔ]         |
| Взрывные    | [pʰ]       | [bʱ]       | [tʰ]         |              |              |              | [kʰ]     | [ɡʱ]     |             |             |
| Фрикативные | [ɸ]        |            |              |              |              |              | [x]      | [ɣ]      | [h]         |             |
| Смычные     | [w]        | [w]        | [l]          | [l]          | [j]          | [j]          |          |          |             |             |

* Палатальные смычные записываются как <c> и <j>. Неясно, как они реализуются фонетически.